# Marek Krawczyk (pływak)
Marek Krawczyk (ur. 23 marca 1976 w Gdańsku) – polski pływak, medalista mistrzostw Europy, trener, olimpijczyk z Atlanty 1996 i Sydney 2000.

## Życiorys
Zawodnik specjalizujący się w stylu klasycznym. Reprezentant klubów: Start Gdańsk w latach 1985-1986 i AZS AWF Gdańsk w latach 1987-2003.
Wielokrotny mistrz Polski:
- 50 m stylem klasycznym w latach 1994, 1997, 2001, 2002,
- 100 m stylem klasycznym w latach 1997, 1998, 2000-2002,
- 200 m stylem klasycznym w latach 1995, 1998, 1999.

Medale Mistrzostw Polski:
21 złotych,
28 srebrnych,
7 brązowych.
Wielokrotny rekordzista Polski zarówno na basenie 25 metrowym jak i 50 metrowym.
Brązowy medalista mistrzostw Europy w 1997 w sztafecie 4 x 100 stylem zmiennym (partnerami byli: Mariusz Siembida, Marcin Kaczmarek, Bartosz Kizierowski).
Finalista mistrzostw Europy w: Wiedniu (1995) podczas których zajął 6. miejsce w wyścigu na 200 m stylem klasycznym oraz 4. miejsce w sztafecie 4 x 100 m stylem zmiennym, oraz Stambule (1999) - 7. miejsce w sztafecie 4 x 100 m stylem zmiennym.
Finalista mistrzostw świata w Perth (1998) w sztafecie 4 x 100 m stylem zmiennym. Polska sztafeta zajęła 8. miejsce.
Finalista mistrzostw świata na krótkim basenie w Hongkongu w roku 1999 w sztafecie 4 x 100 m stylem zmiennym. Polska sztafeta zajęła 6. miejsce.
Na igrzyskach w Atlancie wystartował w wyścigu: na 100 m stylem klasycznym zajmując 25. miejsce, 200 m stylem klasycznym zajmując 6. miejsce oraz w sztafecie 4 x 100 m stylem zmiennym (partnerami byli: Mariusz Siembida, Rafał Szukała, Bartosz Kizierowski). Polska sztafeta zajęła 7. miejsce.
Na igrzyskach w Sydney wystartował w wyścigu na 100 m stylem klasycznym zajmując 24. miejsce oraz w wyścigu na 200 m stylem klasycznym zajmując 18. miejsce.
Po zakończeniu kariery sportowej (2003) podjął pracę trenera dzieci.
Prywatnie wnuk olimpijczyka Stefana Szelestowskiego. Był pracownikiem Morskiego Oddziału Straży Granicznej zakończył prace w stopniu kmdr ppor.SG (mjr) Służył w jednostce specjalnej  Straży Granicznej WZD SG. Startował również w Mistrzostwach Świata służb mundurowych zdobywając wiele medali oraz ustanawiając rekord świata służb mundurowych

## Rekordy życiowe

### Basen 25 m
- 50 m stylem klasycznym - 28,17 uzyskany 28 stycznia 1997 roku w Glasgow,
- 100 m stylem klasycznym - 1.00,78 uzyskany 9 stycznia 1997 roku w Pekinie,
- 200 m stylem klasycznym - 2.11,20 uzyskany 17 marca 1995 roku w Spale.

### Basen 50 m
- 50 m stylem klasycznym - 29,09 uzyskany 1 marca 1996 w Oświęcimiu,
- 100 m stylem klasycznym - 1.02,96 uzyskany 2 marca 1996 roku w Oświęcimiu,
- 200 m stylem klasycznym - 2.14,84 uzyskany 28 lipca 1996 w Atlancie.